# Bertrand Vecten
Bertrand Benoît Marie Vecten (Compiègne, 26 de febrero de 1976) es un deportista francés que compitió en remo.
Participó en los Juegos Olímpicos de Atlanta 1996, obteniendo una medalla de plata en la prueba de cuatro sin timonel. Ganó una medalla de plata en el Campeonato Mundial de Remo de 1997, en la misma prueba.

## Palmarés internacional
| Juegos Olímpicos   | Juegos Olímpicos         | Juegos Olímpicos | Juegos Olímpicos   |
| Año                | Lugar                    | Medalla          | Prueba             |
| ------------------ | ------------------------ | ---------------- | ------------------ |
| 1996               | Atlanta (Estados Unidos) | Medalla de plata | Cuatro sin timonel |
| Campeonato Mundial |                          |                  |                    |
| Año                | Lugar                    | Medalla          | Prueba             |
| 1997               | Aiguebelette (Francia)   | Medalla de plata | Cuatro sin timonel |